# Кечовське сільське поселення
Кечо́вське сільське поселення — муніципальне утворення в складі Малопургинського району Удмуртії, Росія. Адміністративний центр — село Кечово.
Населення — 2264 особи (2015; 2266 в 2012, 2308 в 2010).
До складу поселення входять такі населені пункти:
| Населений пункт          | Населення, осіб (2010) | Населення, осіб (2012) |
| ------------------------ | ---------------------- | ---------------------- |
| Валіон, присілок         | 208                    | 200                    |
| Верхнє Кечово, присілок  | 354                    | 350                    |
| Кечово, село             | 624                    | 608                    |
| Нижнє Кечово, присілок   | 340                    | 338                    |
| Середнє Кечово, присілок | 437                    | 428                    |
| Сундуково, присілок      | 345                    | 342                    |

В поселенні діють середня (Кечово) та 3 початкових (Валіон, Верхнє Кечево, Сундуково) школи, 2 садочки («Сонечко», «Зернятко»), корекційна школа-інтернат (Нижнє Кечово), 4 фельдшерсько-акушерських пункти, клуб, 2 бібліотеки.
Серед промислових підприємств працюють СПК «Новий Світ» та Кечовська нафтобаза.

## Подія
16 травня 2018 року, в результаті підпалу трави на території колишнього військового полігону, в селі Пугачово трапилася пожежа, через що відбулися вибухи на колишньому військовому полігоні поблизу смт. Мешканців сільського поселення Кечовське, смт Пугачово та села Мала Бодья було евакуйовано на безпечну відстань.